# دهستان آزادلو
دهستان آزادلو از دهستان‌های مرزی بخش موران شهرستان گرمی در استان اردبیل ایران است.
در این دهستان ۲۳ آبادی دارای سکنه و ۶ آبادی بدون سکنه وجود دارد.
مرکز دهستان آزادلو روستای «آزادلو» می‌باشد که در نقطه صفر مرزی با جمهوری آذربایجان قرار دارد.

## موقعیت
این منطقه دارای جاذبه گردشگری بالایی بوده و تمامی ماه‌های بهار و تابستان شاهد گردشگرانی از هر نقطه ایران می‌باشد.
دهستان آزادلو در شمال و شمال غرب بخش موران و شمال و شمال شرقی شهرستان گرمی واقع شده‌است. این دهستان از شمال و شرق، به جمهوری آذربایجان و از جنوب به دهستان اجارود شرقی و از غرب به بخش مرکزی شهرستان گرمی محدود است.
در این دهستان کوه بزرگی وجود ندارد. اهالی آن کشاورز و دامدار و باغدار هستند و اکثراً به صورت دیم محصولات را کشت می‌کنند.
همچنین وجود چند صد هکتار باغات مختلف در این روستا یکی از دیگر از مزیت‌های مهم این منطقه به شما می‌آید. وجود گمرک در سال‌های دور جو سیاسی منطقه را افزایش داده است و همچنان احتمال افتتاح این گمرک وجود دارد که با افتتاح این گمرک پیشرفت اقتصادی منطقه چشمگیر خواهد بود.
ساختمان گمرک در این روستا از چند سال پیش احداث و آماده بهره‌برداری می‌باشد.
مرکز دهستان آزادلو; روستای مرزی آزادلو می‌باشد که در محل تلاقی رودخانه‌های داشدیبی چای و بلغارچای واقع شده‌است. این روستا در ۲۲ کیلومتری شمال شرقی شهر گرمی واقع شده‌است.

## جمعیت
جمعیت دهستان آزادلو طبق سرشماری ۱۳۷۰ جمعیت این دهستان ۶۸۴۵ و جمعیت مرکز دهستان در این سال به ۷۴۵ نفر می‌رسید.
بزرگترین آبادی این دهستان پرمهر و پرچین سفلی می‌باشد. این دهستان دارای ۲۹ آبادی می‌باشد.